# Cripto-anarhism
Cripto-anarhismul, sau cyberanarhismul, este o ideologie politică care se concentrează pe protecția vieții private, a libertății politice și a libertății economice, adepții acesteia folosind software criptografic pentru confidențialitate și securitate în timp ce trimit și primesc informații prin rețele de computere. Timothy C. May a introdus principiile de bază ale cripto-anarhismului: schimburile criptate care asigură anonimatul total, libertatea totală de exprimare și libertatea totală de a tranzacționa. În 1992, a citit textul la întâlnirea de fondare a mișcării cypherpunk.